# Lucídio Batista da Silva
Lucídio Batista da Silva ou  Lúcio Baptista da Silva, parfois appelé Cabeção, né le 25 novembre 1919 à Rio de Janeiro, est un footballeur brésilien des années 1940 qui jouait au poste d'ailier droit.

## Carrière
Il joue au SE Palmeiras entre 1941 et 1944 avec qui il marque 34 buts en 53 matchs. Il joue ensuite au Peñarol de Montevideo.
En 1947, il est recruté par le FC Barcelone, sur conseil de l'entraîneur uruguayen Enrique Fernández, devenant ainsi le premier joueur brésilien jouer un match officiel avec le Barça. Au début des années 1930, le Barça avait déjà eu dans ses rangs deux Brésiliens (le gardien de but Jaguare et le milieu de terrain Dos Santos) mais ils n'avaient pris part qu'à des matchs non-officiels en raison des restrictions fédératives sur les joueurs étrangers. 
Lucídio est recruté pour concurrencer le buteur titulaire César Rodríguez, mais il ne joue que trois matchs en championnat avec le Barça (pour un but inscrit), car malgré ses qualités techniques, il ne s'entraîne pas à fond, préférant dépenser son énergie dans les cabarets.
Il est ensuite recruté par le FC Porto.

## Palmarès
Avec le FC Barcelone :
- Championnat d'Espagne : 1948